# Chris Sarandon
Chris Sarandon (n. 24 iulie 1942, Beckley⁠(d), Virginia de Vest, SUA) este un actor american. Este cel mai cunoscut pentru rolul lui Jerry Dandrige în Noaptea groazei (Fright Night) (1985), prințul Humperdinck în File de poveste (The Princess Bride) (1987), detectivul Mike Norris în Jucăria (Child's Play) (1988) și Jack Skellington în Coșmar înainte de Crăciun (1993). A fost nominalizat la Premiul Oscar pentru cel mai bun actor în rol secundar pentru interpretarea lui Leon Shermer în După-amiază de câine (1975).

## Filmografie

### Filme de cinema
| An   | Titlu                                        | Rol                               | Note |
| ---- | -------------------------------------------- | --------------------------------- | --- |
| 1974 | Thursday's Game                              | Tom (The Counsellor)              | |
| 1975 | Dog Day Afternoon                            | Leon Shermer                      | Nominalizare — Premiul Oscar pentru cel mai bun actor în rol secundar Nominalizare —Golden Globe Award for New Star of the Year – Actor Nominalizare —New York Film Critics Circle Award for Best Supporting Actor |
| 1976 | Lipstick                                     | Gordon Stuart                     | |
| 1977 | The Sentinel                                 | Michael Lerman                    | |
| 1979 | Cuba                                         | Juan Pulido                       | |
| 1979 | You Can't Go Home Again                      | George Webber                     | |
| 1980 | The Day Christ Died                          | Jesus Christ                      | |
| 1980 | A Tale of Two Cities                         | Sydney Carton Charles Darnay      | |
| 1981 | Broken Promise                               | Bud Griggs                        | |
| 1983 | The Osterman Weekend                         | Joseph Cardone                    | |
| 1984 | Protocol                                     | Michael Ransome                   | |
| 1985 | This Child Is Mine                           | Craig Wilkerson                   | |
| 1985 | Fright Night                                 | Jerry Dandridge                   | Nominalizare — Premiul Saturn pentru cel mai bun actor |
| 1986 | Liberty                                      | Jacque Marchant                   | |
| 1987 | The Princess Bride                           | Prince Humperdinck                | |
| 1987 | Mayflower Madam                              | Matt Whittington                  | |
| 1988 | Child's Play                                 | Detectiv Mike Norris              | |
| 1988 | Goodbye, Miss Fourth of July                 | George Janus                      | |
| 1989 | Collision Course                             | Philip Mandras                    | |
| 1989 | Slaves of New York                           | Victor Okrent                     | |
| 1989 | Tailspin: Behind the Korean Airliner Tragedy | John Lenczowski                   | |
| 1989 | Forced March                                 | Ben Kline                         | |
| 1990 | The Stranger Within                          | Dan                               | |
| 1990 | Whispers                                     | Tony                              | |
| 1991 | The Resurrected                              | Joseph Curwen Charles Dexter Ward | |
| 1993 | Dark Tide                                    | Tim                               | |
| 1993 | The Nightmare Before Christmas               | Jack Skellington (voce)           | Voce vorbitoare |
| 1994 | David's Mother                               | Philip                            | |
| 1995 | Just Cause                                   | Lyle Morgan                       | |
| 1995 | When the Dark Man Calls                      | Lloyd Carson                      | |
| 1996 | Terminal Justice                             | Reginald Matthews                 | |
| 1996 | No Greater Love                              | Sam Horowitz                      | |
| 1996 | Edie & Pen                                   | Max                               | |
| 1996 | Bordello of Blood                            | Rev. J.C. Current                 | |
| 1997 | American Perfekt                             | Ajutor de șerif Sammy             | |
| 1997 | Road Ends                                    | Esteban Maceda                    | |
| 1998 | Little Men                                   | Fritz Bhaer                       | |
| 1999 | Let the Devil Wear Black                     | Mr. Lyne                          | |
| 2000 | Race Against Time                            | Dr. Anton Stofeles                | |
| 2000 | Reaper                                       | Luke Sinclair                     | |
| 2001 | Perfume                                      | Gary Packer                       | |
| 2005 | Nausicaä of the Valley of the Wind           | Kurotowa (voce)                   | Dublajul în engleză de Walt Disney Pictures; lansat inițial în japoneză în 1984 |
| 2005 | Loggerheads                                  | Rev. Robert Austin                | |
| 2007 | The Chosen One                               | Zebulon 'Zeb' Kirk (voce)         | |
| 2008 | My Sassy Girl                                | Dr. Roark                         | |
| 2010 | Multiple Sarcasms                            | Larry                             | |
| 2011 | Fright Night                                 | "Jay Dee"                         | Cameo |
| 2012 | Safe                                         | Primar Danny Tremello             | |
| 2013 | Curse of Chucky                              | Detectiv Mike Norris              | Imagini de arhivă |
| 2013 | Frank the Bastard                            | Tristan Pace                      | |
| 2014 | Big Stone Gap                                | Mario Barbari                     | |
| 2015 | I Smile Back                                 | Roger                             | |

### Televiziune
| An         | Titlu                             | Rol                          | Note |
| ---------- | --------------------------------- | ---------------------------- | --- |
| 1969–1973  | Guiding Light                     | Dr. Tom Halverson            | |
| 1978       | You Can't Go Home Again           | George Webber                | Film CBS TV după roman de Thomas Wolfe                                                                                     |
| 1980       | A Tale of Two Cities              | Sydney Carton Charles Darnay | Film TV |
| 1993       | Picket Fences                     | Cole                         | Episodul: "The Dancing Bandit"                                                                                             |
| 1994       | Star Trek: Deep Space Nine        | Martus Mazur                 | Episodul: "Rivals" |
| 1995       | The Outer Limits                  | Dr. Pallas                   | Episodul: "Corner of the Eye"                                                                                              |
| 1998       | The Practice                      | Dr Jeffrey Winslow           | Episoadele: "The Trial", "Cloudy with a Chance of Membranes"                                                               |
| 1998       | Chicago Hope                      | Dr. Gordon Mays              | Episoadele: "Austin, We Have a Problem", "Wag the Doc", "Austin Space"                                                     |
| 1999       | Felicity                          | Dr. Peter McGrath            | Episoadele: "Todd Mulcahy: Part 1", "Todd Mulcahy: Part 2", "Docuventary", "Connections", "The Force", "Felicity Was Here" |
| 1999–2000  | Stark Raving Mad                  | Caesar Radford               | Episoadele: "Fish Out of Water" și "The Big Finish"                                                                        |
| 2000–2002  | ER                                | Dr. Burke                    | Episoadele: "The Greatest of Gifts", "Piece of Mind", "It's All in Your Head"                                              |
| 2002, 2004 | Law & Order                       | Howard Pincham               | Episodul: "Gov Love" & "The Wheel"                                                                                         |
| 2002       | The Court                         | Justice Vorhees              | 3 episoade |
| 2003       | The Wild Thornberrys              | Myka (voce)                  | Episodul: "Look Who's Squawking"                                                                                           |
| 2003       | Skin                              | Mayor Coolidge               | Episodul: "Endorsement" |
| 2003       | Charmed                           | Necromancer Armand           | Episodul: "Necromancing the Stone"                                                                                         |
| 2004       | Cold Case                         | Adam Clarke                  | Episodul: "Volunteers" |
| 2005       | Danny Phantom                     | Matt (voce)                  | Episodul: "Pirate Radio"                                                                                                   |
| 2006       | Law & Order: Special Victims Unit | Wesley Masoner               | Episodul: "Choreographed"                                                                                                  |
| 2010       | Psych                             | Ashton Bonaventure           | Episodul: "Think Tank" |
| 2010       | The Good Wife                     | Judge Howard Matchick        | Episodul: "Taking Control"                                                                                                 |
| 2016       | Orange Is The New Black           | Kip Carnigan                 | Episodul: "We'll always have Baltimore"                                                                                    |
| 2017       | Teenage Mutant Ninja Turtles      | Contele Dracula (voce)       | 3 episoade |
| 2020       | Prop Culture                      | Rolul său                    | Episodul: "Tim Burton's The Nightmare Before Christmas"                                                                    |

### Jocuri video
| An   | Titlu                                           | Rol                     | Note  |
| ---- | ----------------------------------------------- | ----------------------- | ----- |
| 2002 | Kingdom Hearts                                  | Jack Skellington (voce) |       |
| 2005 | The Nightmare Before Christmas: Oogie's Revenge | Jack Skellington (voce) |       |
| 2006 | Kingdom Hearts II                               | Jack Skellington (voce) |       |
| 2013 | Disney Infinity                                 | Jack Skellington (voce) |       |
| 2013 | Kingdom Hearts HD 1.5 Remix                     | Jack Skellington (voce) |       |
| 2014 | Kingdom Hearts HD 2.5 Remix                     | Jack Skellington (voce) |       |
| 2015 | Disney Infinity 3.0                             | Jack Skellington (voce) | [ 6 ] |
| 2023 | Disney Dreamlight Valley                        | Jack Skellington (voce) |       |
| 2024 | Disney Speedstorm                               | Jack Skellington (voce) |       |

### Parcuri tematice și atracții live
- Haunted Mansion Holiday – Jack Skellington
- Halloween Screams – Jack Skellington
- Frightfully Fun Parade – Jack Skellington
- Disney on Ice – Jack Skellington

### Videoclipuri
- Hands Clean — Alanis Morissette